# 블로데이웨드
블로데이웨드(웨일스어: Blodeuwedd [blɔˈdɛɨwɛð]→"Flower-Faced", blodeu "flowers, blossoms" + gwedd "face, aspect, appearance")는 웨일스 신화에 나오는 러이 라우 거페스의 아내이다. 그는 마술사인 마스와 구이디온이 빗자루, 풀밭, 떡갈 나무의 꽃으로 만들었다. 또한 마비노기의 네 가지의 마지막인 마소누이의 아들 마스의 중심 인물이다.